# Ак-Тоок
Ак-Тоок (кирг. Ак-Тоок) — село в Сузакском районе Джалал-Абадской области Кыргызстана. Входит в состав Кыз-Кёльского айылного аймака.

## География
Село расположено в юго-восточной части области, на берегу реки Ак-Тоок, на расстоянии приблизительно 29 километров (по прямой) к северо-востоку от села Сузак, административного центра района. Абсолютная высота — 1294 метра над уровнем моря.

## Население
Согласно оценочным данным Национального статистического комитета Кыргызской Республики, численность населения села на начало 2023 года составляла 2808 человек.
| год     | 2009 | 2014 | 2015 | 2020 | 2021 | 2023 |
| ------- | ---- | ---- | ---- | ---- | ---- | ---- |
| человек | 1973 | 2244 | 2315 | 2755 | 2800 | 2808 |